# Râul Canciu, Valea Mare
Râul Canciu este un curs de apă, afluent al râului Valea Mare. 